# Tanya Barfield
Tanya Barfield es una dramaturga estadounidense cuyas obras se han presentado tanto a nivel nacional como internacional.

## Biografía
Barfield se crio en Portland, Oregón y asistió al Metropolitan Learning Center. Barfield se enamoró del teatro a una edad temprana. Su escuela secundaria no tenía un programa de teatro, por lo que buscó alternativas en otra escuela. Mientras estaba allí, el Festival de Shakespeare de Oregón envió actores a su escuela para interpretar una versión condensada de Macbeth. Salió de esa experiencia sabiendo que quería hacer carrera en el campo del teatro y meses después tomó la decisión de dirigir esa misma obra en su propia escuela secundaria.
Se graduó por la Universidad de Nueva York, donde estudió actuación. Protagonizó un espectáculo para ella sola Without Skin or Breathlessness (Sin piel ni aliento). Luego asistió al programa de dramaturgos de la Juilliard School y recibió un diploma de artista. En Juilliard, fue gerente literaria de la división de teatro y miembro del Programa de Dramaturgia Lila Acheson.

## Carrera
Sus obras incluyen: Bright Half Life, The Call, 121° West, Blue Door, Dent, The Houdini Act, Medallion, Of Girl & Wolf y Wanting North, Pecan Tan y The Quick. Escribió un libro para un musical infantil titulado Civil War: The First Black Regiment.
Enseñó dramaturgia en la Escuela de Teatro Primary Stages y en el Barnard College de la Universidad de Nueva York y fue gerente literaria de la División de Drama de Juilliard de 2009 a 2014. En 2016, Profile Theatre en Portland dedicó toda su temporada a su trabajo y produjo cuatro de sus obras. A partir de 2020, reemplazó a Marsha Norman como codirectora del programa The Acheson. Es una alumna orgullosa de Nuevos Dramaturgos y miembro del Gremio de Dramaturgos de América, en el que es consejera.

## Obras de teatro
La obra de teatro más nominada de Barfield, Blue Door, presenta a un destacado matemático afroamericano en crisis [que] comienza a perder el control de la realidad, y "los fantasmas de sus antepasados [que] rompen el silencio de una noche llena de insomnio.” Su obra Blue Door fue estrenada en el South Coast Repertory, Costa Mesa, California en mayo de 2006. Luego se produjo en el Teatro Off-Broadway Playwrights Horizons en septiembre de 2006 a octubre de 2006, dirigida por Leigh Silverman. El crítico de CurtainUp señaló: "La obra de Barfield está llena de palabras que giran en riffs casi poéticos y definen las actitudes filosóficas y culturales pasadas y presentes de los afroamericanos de una manera única y refrescante.. .. El título hace referencia a un recuerdo familiar y una tradición que se remonta a los días en los barrios de esclavos cuando la puerta se pintaba de azul para "mantener los malos espíritus fuera y el alma familiar dentro". También se produjo en el Teatro de Seattle Repertory en 2007, en el Berkeley Repertory y en el Festival Internacional de las Artes de Harare, Zimbabue (HIFA). Blue Door fue desarrollado en el Laboratorio de Teatro del Instituto Sundance, Utah, en 2005.
El 29 de junio de 2008, su obra Of Equal Measure se estrenó en el Teatro Kirk Douglas en Culver City, California, dirigida por Leigh Silverman con el patrocinio del National Endowment for the Arts. La obra fue nominada a los Premios de Teatro NAACP.
The Call abrió Off-Broadway en Playwrights Horizons en una coproducción con Primary Stages de marzo de 2013 a mayo de 2013, dirigida por Leigh Silverman. El crítico de TheatreMania escribió que "... independientemente de las deficiencias del trabajo, nunca es malo dejar el teatro pensando en los problemas del mundo en general y mirando a sus propios vecinos bajo una nueva luz". The Call fue escogido por la crítica del New York Times.
Bright Half Life la nueva y autoproclamada mejor obra de Barfield, explora la relación entre dos mujeres enamoradas. Según notas de prensa,
"Erica conoce a Vicky. Vicky se casa con Erica. Las vidas chocan. Rebobinar. Pausa. Avance rápido. Bright Half Life es una nueva obra caleidoscópica sobre el amor, el paracaidismo y los infinitos momentos que forman una vida juntos".
Bright Half Life se presentó fuera de Broadway en el Women's Project Theatre de febrero a marzo de 2015, dirigida por Leigh Silverman. Fue elegido por la crítica de "Time Out" y el guion recibió el premio literario LAMBDA 2016.

## Televisión
Al crecer, Barfield tuvo poca interacción con los medios dramáticos en la televisión. Le gustaba la televisión, pero nunca se vio escribiendo para la pantalla porque no tenía el material fascinante que quería explorar. Sin embargo, según ella,
"La televisión mejoró y mejoró. Las historias se volvieron tan inesperadas, con personajes complicados. Empezó a sentir que algo realmente emocionante estaba sucediendo en la pantalla, la vanguardia de la narrativa dramática. La sentía rica y llena de posibilidades de una manera que no la había sentido antes".
Luego comenzó a escribir para televisión y su primer crédito como escritora fue el episodio 7 de la temporada 4 de The Americans (FX).
Barfield ahora trabaja como guionista de televisión y dramaturga, pero aún le cuesta encontrar el tiempo para equilibrar los dos medios. Ha escrito para las series de Starz The One Percent y The Americans (FX). Sus créditos de escritura más recientes incluyen Here and Now (HBO), Mrs. America (FX) y el próximo Jack Johnson.

## Premios y nominaciones

### Premios
Premio del Sindicato de Escritores de América 2020 para Televisión: Versión larga - Original, por la Mrs.. America en FX. Barfield comparte este premio con otros seis escritores.
Premio Writers Guild of America 2016 para televisión: serie dramática para The Americans en FX. Barfield comparte este premio con otros seis escritores.
2006 Lark Play Development / NYSCA subvención.
2005 Mención de honor - Premio Kesselring de drama.
2003 Premio Helen Merrill para dramaturgos emergentes.
Premio Lilly 2013

### Nominaciones
2020 Primetime Emmy, Escritura sobresaliente para una serie limitada, película o especial dramático para el episodio 3 de la Sra. América titulado "Shirley" en FX. 2020 Primetime Emmy, Mejor Serie Limitada para Mrs. América en FX.
Premio Audelco 2007 por Blue Door, dramaturgo.
Dos nominaciones al premio Princesa Grace.